# 家族〜妻の不在・夫の存在〜
『家族〜妻の不在・夫の存在〜』（かぞく つまのふざい おっとのそんざい）は、2006年10月20日より12月8日まで、ABC・テレビ朝日の共同制作により、テレビ朝日系列で毎週金曜日21:00 - 21:54に放送された日本のテレビドラマ。主演は竹野内豊。

## 物語の概略
家事や一人息子である悠斗の子育てなど家の事は、全て妻の理美に任せっきりで、仕事だけに没頭してきた亮平。リストラ担当部署で自分のやっている仕事に疑問を持って退職するものの、家を買ったこと退職の話など、いつも一言の相談も無く、事後報告ばかりで嫌気がさしたのと、建築デザイナーへ復帰したい理美の気持ちが高まり、ついに亮平との離婚への話に。1年前、悠斗の誕生日の時に出かけたレストランで晋一郎夫妻と出会うが、1年後、亮平は晋一郎と悠斗の通っている幼稚園で再会する。その際、晋一郎から「私のことを覚えてますか?」と切り出されたが、亮平はレストランでの一件であろうと思う。しかし、晋一郎も亮平によってリストラされた内の1人でもあったのである。

## 登場人物

### 上川家
上川 亮平
演 - 竹野内豊
幼い頃に両親を亡くし、父親を知らずに育ってきた。妻である理美と結婚後、一人息子の悠斗をもうける。家庭を顧みず仕事に没頭するが、外資系企業のリストラ担当に嫌気がさして退職。同時に、夫に不満を抱いていた理美に家出されてしまう。それを機に転職活動をしながら、家の事を全て自分でやる事となる。新しく仕事を見つけるも、第3話で取引先へ提出した見積もりでミスを犯しリストラされ、その後入った会社では以前自分がリストラした細田（小林すすむ）が人事部担当だったために細田から意趣返しを受け、酒を煽っていた所を理美に目撃され、「父親失格」と言われた事に呆然とする。その後は食品会社へと勤務し、フランスにも出張した。
上川 理美
演 - 石田ゆり子
亮平の妻。元々は建築デザイナーとして働いていたが、結婚を機に退職。専業主婦として、家事と子育てに追われる日々を送っていた。しかし、家庭に無関心な亮平への不満と社会復帰願望が蓄積し、離婚を考えるようになる。そして、亮平が会社を辞めると同時に、離婚の意志を伝え、家を出てしまう。その後、詩織を通じて悠斗を取り返そうとする。
上川 悠斗
演 - 宇都秀星（子役）
亮平と理美の一人息子で、さくらんぼ幼稚園に通う。理美に連れられて家を出たものの、亮平の元へ戻ることに。突然、両親が別居し始めたことに戸惑いながらも、3人でまた一緒に暮らしたいと願っている。幼稚園でボランティアをしている晋一郎のことを慕っており、彼を「晋ちゃん」と呼ぶ。

### 佐伯家
佐伯 晋一郎
演 - 渡哲也
さくらんぼ幼稚園でボランティアを行う男。以前は仕事一筋で働いてきたが、定年より1年早く退職。その後、妻の加奈子に先立たれる。妻の死後は、家事も全て完璧にこなしている。実は亮平のリストラ対象者だった。幼稚園で悠斗、そして亮平と出会う。亮平とはそれ以前に2度接触があり、一度は妻の死の直前にレストランで会っており、もう一度はリストラ時に接触している。リストラの結果、妻の最期を看取れる事になった故、亮平に遺恨を持たずに父親のように接する温厚な人物。しかし、子育てを放棄しようとした亮平を一喝して殴り飛ばす、芯の強さをも併せ持つ。第2話では亮平に弁当の作り方を教え、第3話では雑巾縫いを教えた。
佐伯 加奈子
演 - 中田喜子
晋一郎の亡き妻。晋一郎の退職後、癌で亡くなった。実は晋一郎の退職直後、レストランで亮平達と遭っている。

### さくらんぼ幼稚園
木下 美帆
演 - さくら
悠斗が通うさくらんぼ幼稚園に勤務する先生で、悠斗の組を担当。悠斗の事を心配している。
石澤 勝彦
演 - 石井智也
さくらんぼ幼稚園の先生。
浅野 由美子
演 - 清水由紀
さくらんぼ幼稚園の先生。

### 居酒屋「民ちゃん」
サブちゃん
演 - 金橋良樹
亮平と仁志が通う居酒屋である「民ちゃん」で働く板前で、黙々と調理に励む職人肌の男。
民子
演 - 梅沢昌代
亮平と仁志が通う居酒屋である「民ちゃん」の女将。人情溢れるしっかり者で、客から民ちゃんの愛称で慕われる。

### その他
津久野 仁志
演 - 劇団ひとり
亮平の大学時代からの後輩。かつては亮平と同じ外資系企業に勤めていたが、ある日リストラの対象になってしまう。しかし、亮平の計らいで、転職活動を始める。
純真な心の持ち主で、自分の弱さを隠すこともしない。また、亮平が心を許せる相手でもあり、理美や悠斗とも交流がある。そして、さくらんぼ幼稚園で働く美帆に思いを寄せる。第4話では亮平に再就職先を紹介する事になる。
森田 さやか
演 - 星野真里
佐伯家が昔養子にしようとした女の子。佐伯加奈子が生前ずっと手紙を送ったり会ったりしていた。
宿本 和則
演 - 金子昇
建築デザイン会社の社員。建築デザイナーとして再出発しようとする理美の手助けをするうちに、理美への恋心が芽生える。
斉藤
演 ‐ 近江谷太朗
部長。
古葉 詩織
演 - 木村多江
理美の中学時代からの友人で弁護士。理美に頼まれ、弁護士として、亮平との離婚調停に乗り出す。第3話では美帆と歩いていた亮平を目撃している。第6話で理美の弁護から手を引く。

### ゲスト
山田課長
演 ‐ 野添義弘
深沢専務
演 ‐ 中丸新将

## スタッフ
- 脚本 - 清水有生
- 音楽 - 渡辺俊幸
- 演出 - 唐木希浩（5年D組）、池添博（5年D組）、髙橋伸之（テレビ朝日）
- 主題歌 - EXILE「Everything」(rhythm zone)
- 演奏 - フェイスミュージック
- チーフプロデューサー - 五十嵐文郎（テレビ朝日）
- プロデューサー - 中込卓也（テレビ朝日）、深沢義啓（ABC）、里内英司（5年D組）
- 宣伝 - 渡邊亜希子（ABC）、平野三和（テレビ朝日）、村上弓（テレビ朝日）
- 協力 - 渋谷ビデオスタジオ・ビデオスタッフ・東新・テレビ朝日クリエイト・NICE＋DAY
- 制作協力 - 5年D組
- 制作 - ABC・テレビ朝日

### 技術スタッフ
- 技術プロデューサー - 瀬戸井正俊
- 撮影 - 二之宮行弘
- TD - 村瀬清
- 照明 - 稲木健
- 音声 - 吉田勉
- 映像 - 富田祐介
- VTR - 北本崇
- 編集 - 富永孝

### 美術スタッフ
- 美術デザイナー - 北谷岳之
- 美術制作 - 工藤敦博
- 美術進行 - 秋元博
- 装置 - 塩野秀俊
- 大道具 - 茂進
- 装飾 - 橋本浩一
- 建具 - 阿久津正巳
- 電飾 - 山中正喜
- 造園 - 杉田英展
- 衣裳 - 田中まゆみ
- 持道具 - 河瀬郁子
- スタイリスト - 平尾俊、中川原寛、谷内ミワコ
- ヘアメイク - 田村小春、森田京子（渡哲也）
- 生花 - 橋本由子

## 放送日程
| 各話                                                       | 放送日         | サブタイトル                                  | 演出                     | 視聴率 |
| ---------------------------------------------------------- | -------------- | --------------------------------------------- | ------------------------ | ------ |
| 第1話                                                      | 2006年10月20日 | 妻との別れ“熟年離婚”から1年新しい親子愛の物語 | 唐木希浩                 | 13.0%  |
| 第2話                                                      | 2006年10月27日 | 仕事と子育て 妻と別れた男の涙…                | 唐木希浩                 | 11.4%  |
| 第3話                                                      | 2006年11月03日 | 涙の別れ…夫が妻に息子を渡す時                 | 池添博                   | 13.1%  |
| 第4話                                                      | 2006年11月10日 | 妻vs夫!!最後の家族写真                        | 髙橋伸之                 | 13.7%  |
| 第5話                                                      | 2006年11月17日 | 父と子…別れの朝!!離婚夫婦の涙                 | 唐木希浩                 | 11.3%  |
| 第6話                                                      | 2006年11月24日 | 愛する妻と子へ…涙の離婚決意!!                 | 池添博                   | 09.6%  |
| 第7話                                                      | 2006年12月01日 | 夫から妻へ…最後のプレゼント!!                 | 髙橋伸之                 | 10.5%  |
| 最終話                                                     | 2006年12月08日 | 愛するパパとママへ…涙の結末                   | 唐木希浩 池添博 髙橋伸之 | 12.2%  |
| 平均視聴率 11.9%（視聴率は関東地区・ビデオリサーチ社調べ） |                |                                               |                          |        |

- 視聴率は関西地区が高く、「西高東低」だった。

## その他

### 事前番組
2006年10月20日に朝日放送では9:55 - 10:53の枠で放送された。ドラマの見所や出演者らのインタビューに加え、夫婦の意思疎通のテスト、洗濯物のシミ抜き方法、簡単に包丁・まな板要らずで作ることが出来る料理や、こどものお弁当のレシピ、こども部屋の片付け方法なども紹介された。番組にはナビゲーターとしてテレビ朝日アナウンサーの高橋真紀子が出演した。

### 木村拓哉
本作での渡哲也の相手役には当初、竹野内豊ではなく、コカ・コーラ社のGEORGIAのCMで渡と共演していた木村拓哉の名前が挙がっていたと芸能ネタを扱う番組（『週刊えみぃSHOW』など）で明かされている。

### 放送日程について
当初は、2006年12月22日に最終回が放送される予定だったが、「ミュージックステーションスーパーライブ」の放送日程が1週繰り上げになるなどの影響で2週繰り上げとなった。